# Marin Mersenne
Marin Mersenne (Oizé, 8 de setembro de 1588 — Paris, 1 de setembro de 1648) foi um  padre mínimo, teólogo, matemático, teórico musical e filósofo francês. Ficou conhecido sobretudo pelo seu estudo dos chamados primos de Mersenne.

## Carreira
Foi um polímata francês cujas obras tocaram uma ampla variedade de campos. Ele talvez seja mais conhecido hoje entre os matemáticos pelos números primos de Mersenne, aqueles que podem ser escritos na forma Mn = 2n − 1 para algum inteiro n. Ele também desenvolveu as leis de Mersenne, que descrevem os harmônicos de uma corda vibrante (como as que podem ser encontradas em violões epianos), e seu trabalho seminal em teoria musical, Harmonie Universelle, pelo qual é referido como o "pai da acústica". Mersenne, um padre católico ordenado, teve muitos contatos no mundo científico e foi chamado de "o centro do mundo da ciência e da matemática durante a primeira metade de 1600", por causa de seu capacidade de estabelecer ligações entre pessoas e ideias, "a caixa postal da Europa". Ele também foi membro da ordem religiosa dos mínimos e escreveu e lecionou sobre teologia e filosofia.

## Trabalho

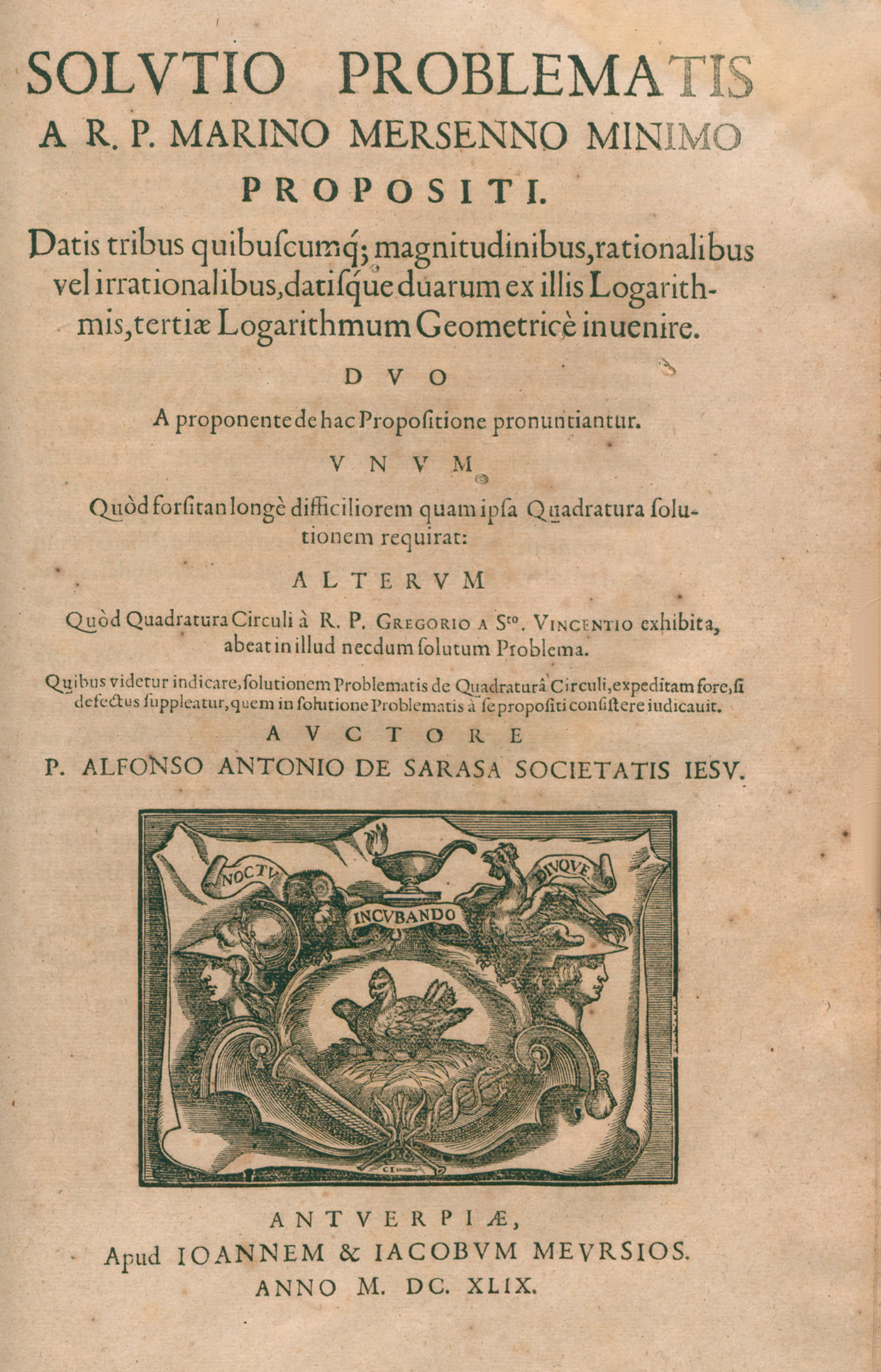
Alphonse Antonio de Sarasa, Solutio problematis a R. P. Marino Mersenno minimo propositi, 1649

Mersenne é lembrado hoje pelos Números de Mersenne, mas não tinha a matemática como foco de suas atividades, escrevendo principalmente sobre teoria musical e teologia. Editou edições de Euclides, Arquimedes e outros matemáticos gregos, porém sua maior contribuição foi a extensa correspondência que manteve com personalidades científicas e matemáticas de sua época. Numa época em que ainda não existiam revistas científicas, Mersenne atuou como veículo de circulação de informações e descobertas.
Sua obra filosófica é caracterizada por grande erudição e pela mais estrita ortodoxia. A sua maior contribuição foi a defesa entusiástica de Descartes, de quem foi agente em Paris, e a quem visitou nos Países Baixos. Ele trouxe o manuscrito das Meditações para Paris e defendeu sua ortodoxia contra as críticas. Mais tarde abandonou o pensamento especulativo e regressou à investigação científica, concentrando-se em particular na matemática, física e astronomia. A mais conhecida de suas obras deste período é a Harmonie Universelle (Paris, 1636 e 1637), sobre a teoria da música e dos instrumentos musicais.

### Harmonie Universelle(1637)
Este livro contém a lei de Mersenne, que relaciona a frequência de oscilação à tensão na corda. A frequência é:
1. Inversamente proporcional ao comprimento da corda (esse princípio já era conhecido dos antigos e foi atribuído a Pitágoras);
2. Proporcional à raiz quadrada da tensão das cordas;
3. Inversamente proporcional à raiz quadrada da massa vezes o comprimento.

A fórmula para a frequência mais baixa é
{\displaystyle f={\frac {1}{2L}}{\sqrt {\frac {F}{\mu }}}}
onde f é a frequência, L é o comprimento, F é a força e μ a massa por unidade de comprimento [kg/m].
Neste livro, Mersenne também introduziu vários conceitos inovadores que podem ser considerados a base dos modernos telescópios refletores:
- Muito antes de Laurent Cassegrain, descobriu o arranjo fundamental da combinação de telescópios de dois espelhos, um espelho primário côncavo associado a um espelho secundário convexo, e descobriu o efeito telefoto, que é crítico em telescópios refletores, apesar de ter estado longe de compreender todas as implicações dessa descoberta.
- Mersenne inventou o telescópio afocal e o compressor de feixe que é útil em muitos projetos de telescópios de espelhos múltiplos.[6]

Reconheceu também que poderia corrigir a aberração esférica do telescópio usando espelhos asféricos e que no caso particular do sistema afocal poderia fazer essa correção usando dois espelhos parabólicos, apesar da necessidade de um hiperbolóide.
Por causa das críticas que recebeu, especialmente de Descartes, Mersenne não experimentou construir o seu próprio telescópio.

## Obras
- 1623 : Quæstiones celeberrimæ in Genesim
  - Esta obra foi escrita como um comentário ao livro de Gênesis e inclui seções desiguais introduzidas por versículos dos três primeiros capítulos desse livro. À primeira vista, o livro pode parecer um conjunto de tratados sobre diversos temas. No entanto, Robert Lenoble mostrou que o princípio da unidade na obra é um discurso retórico contra as artes mágicas e divinatórias, a Cabala, as filosofias animistas e panteístas. Ele menciona os estudos de magia de Martin Del Rio e critica Marsilio Ficino por buscar poder em imagens e personagens. Ele condena a magia astral, a astrologia e a anima mundi., um conceito popular entre os neoplatônicos da Renascença. Embora tenha autorizado uma interpretação mística da Cabala, condenou violentamente a sua aplicação - particularmente ao estudo dos anjos. Ele também criticou Pico de la Mirandola, Cornelius Agrippa e Francescus Giorgi tomando Robert Fludd como seu principal alvo. Fludd respondeu com Sophia cum moria certamen (1626). O anônimo Summum bonum (1629), outra crítica a Mersenne, é um texto abertamente Rosacruz. O cabalista Jacques Gaffarel juntou-se ao grupo de Fludd, enquanto Pierre Gassendi defendeu Mersenne.[8]
- 1623 : Observationes et emendationes ad Francisci Georgii Veneti Problemata: in hoc opere cabala evertitur, editio vulgata… ou Observations à Francisco Zorzi
- 1623 : L'usage de la raison, ed. Claudio Buccolini, Paris, Fayard, Corpus de obras de filosofia em língua francesa, 2002, 122 p. Relatório escrito por Jean-Pierre Cavaillé, publicado na Revue Philosophique 127 (2002/4), p.  457-459,
- 1624 : L'impiété des déistes, athées et libertins de ce temps.
- 1625 : La vérité des sciences contre les septiques [sic] ou Pyrrhoniens: dédié à Monsieur, frère du roy par F. Marin Mersenne de l'ordre des Minimes chez Toussainct du Bray (Paris). Edição e anotação de D. Descotes, Paris, Honoré Champion, 2003.
- 1626 : Synopsis mathematica.
- 1627 : Traité de l'harmonie universelle. Reeditado pela Coleção Fayard: Corpus de Obras Filosóficas em Francês. Publicação: 26/11/2003, 135×215 cm, 456 páginas (ISBN  978-2-213-61591-2).
- 1634 : Questions inouïes et question harmoniques.
- 1634 : Questions morales, théologiques et mathématiques.
- 1634 : Les mécaniques de Galilée.
- 1635 : Traité de l'orgue, Paris, Pierre I Ballard.
- 1636-37 : Harmonie universelle:
  - 1636: ato de abertura, Sébastien Cramoisy;
  - 1637: segunda parte, Pierre Balard;
  - reedição pelo Centro Nacional de Pesquisas Científicas (CNRS), Paris, 1965-1986 (fac-símile do exemplar do autor com anotações, introdução de François Lesure). Três volumes, 19×27 cm (ISBN  2-222-00835-2).
  - resumos em latim de parte de L'Harmonie Universelle foram publicados separadamente: o Harmonicorum libri (1636, reeditado em 1648 e 1652) e o Harmonicorum instrumentorum libri IV (1636, 1648, 1652); reedição fac-símile por Minkoff.
- 1639 : Les nouvelles pensées de Galilée (tradução e comentários dos Discursos sobre duas novas ciências de Galileu de 1638).
- 1644 : Universæ geometriæ mixtæque mathematicæ synopsis
- 1644 : Cogitata physico mathematica, détaillée ci-dessous
- 1647 : Novarum observationum physico-mathematicarum.
- 1651 : L'optique et la catoptique, obra póstuma publicada em francês na qual fala do Sol e da comparação de sua luz com a das chamas e das velas, das cores, da sombra, do funcionamento do olho, do reflexo da luz, das imagens virtuais e do fogo espelhos e espelhos.